# الهام رمضانی
الهام رمضانی کوهنورد، دومین زن ایرانی صعودکننده به قله اورست است. الهام رمضانی از سال ۱۳۸۵ تا ۱۳۹۱ عضو تیم ملی اسکواش جمهوری اسلامی ایران بود. شروع فعالیت حرفه ای او در کوهنوردی از سال ۱۳۹۸ بود. او بعد از صعود به قله دماوند برای صعود به قله اورست تلاش نمود. الهام رمضانی در ساعت ۹ صبح ۲۵ اردیبهشت ۱۴۰۱ به قله ۸۸۴۸ متری اورست رسید.

## صعودها
- صعود به قله دماوند در استان مازندران، ایران با ارتفاع ۵۶۱۰ متر
- صعود به قله سبلان در استان اردبیل، ایران، با ارتفاع ۴۸۱۱ متر
- صعود به قله آیلند پیک در پارک ملی ساگارماتا در هیمالیا، نپال شرقی با ارتفاع ۶۱۸۹ متر
- صعود به قله مراپیک در هیمالیا، نپال شرقی با ارتفاع ۶۴۷۸ متر
- صعود به قله اورست در نپال با ارتفاع ۸۸۴۸[۵][۶]

## رکورد
- دومین کوهنورد زن ایرانی فاتح قله اورست در سال ۱۴۰۱[۷][۸] بعد از افسانه حسامی فرد[۹] در سال ۲۰۲۲ میلادی.